# Dekanat Gołuchów
Dekanat Gołuchów – jeden z 33 dekanatów w rzymskokatolickiej diecezji kaliskiej.

## Parafie
W skład dekanatu wchodzi 7 parafii:
- parafia Wszystkich Świętych – Droszew
- parafia Najświętszej Maryi Panny Wniebowziętej – Gołuchów
- parafia św. Floriana – Jedlec
- parafia Świętej Trójcy – Kucharki
- parafia św. Bartłomieja Apostoła – Kuchary
- parafia Narodzenia Najświętszej Maryi Panny i św. Józefa – Sobótka
- parafia św. Andrzeja Apostoła – Tursko

## Dziekani
- 1992-1998 ks. prał. Tadeusz Piłaciński (Kucharki)
- 1998      ks. kan. Wenanty Lisiecki (Sobótka)
- 1998-2007 ks. kan. Ludomir Dzięciołowski (Droszew)
- 2007-2024 ks. kan. Jan Ignasiak (Sobótka)
- 2024- ks. kan. Jarosław Materliński (Droszew)[2]

## Historia
Dekanat utworzony po powstaniu w 1992 r. diecezji kaliskiej

## Sąsiednie dekanaty
Kalisz I, Ołobok, Pleszew, Raszków, Stawiszyn